# Luis María Argaña
Luis María del Corazón de Jesús Dionisio Argaña Ferraro (Assunção, 9 de outubro de 1932 – Assunção, 23 de março de 1999) foi um proeminente político paraguaio, membro influente do Partido Colorado e vice-presidente do seu país até seu assassinato em 23 de março de 1999.